# Kölner Fechtbuch
Als Kölner Fechtbuch wird heute eine anonyme, fünfteilige Zweikampflehre aus dem 1. Drittel des 16. Jahrhunderts bezeichnet. Die kleine Gebrauchshandschrift dürfte im Kölner Großraum entstanden sein, da sie (zumindest in ihrer Grundstruktur) ripuarisch verfasst wurde.

## Kodikologische Beschreibung
Signatur: Historisches Archiv der Stadt Köln, W* 150 (Bestand 7020), anonyme Sammelhandschrift (metallurgisches Rezept und fünf Zweikampftraktate). Papier, 23 Bll., zwei Sexternionen, 145 mm × 100 mm (Schriftfläche 120 mm × 80 mm), einspaltig 16–17 Zeilen, ripuarisch und deutsch, 1. Drittel 16. Jahrhundert. Spätgotische Kursive mit Rubrizierungen. Eine schematische Federzeichnung und mehrere Marginalzeichnungen. 
Aus der Sammlung von Ferdinand Franz Wallraf ins Historische Archiv der Stadt Köln gekommen. Beim Einsturz des Archivgebäudes am 3. März 2009 wurde die Handschrift verschüttet. Ihr Schicksal ist derzeit unbekannt.
Die Handschrift wurde 2009 wissenschaftlich ediert. Der Edition ist ein Vierfarbvollabdruck der verlorenen Archivalie in Originalgröße (einschl. Koperteinband: makuliertes Lektionar aus der 2. Hälfte des 12. Jahrhunderts) beigegeben.

## Inhalt
- nachgetragenes metallurgisches Rezept (vermutlich unvollständig)
- Fechtlehre im langen Schwert (auffälligerweise den Lehren des berühmten Johann Liechtenauer widersprechend) mit Schlagdiagramm zur Darstellung, wie Hiebe am Gesicht des Gegners anzubringen seien
- Ringlehre
- Fechtlehre im langen Messer
- Fechtlehre im Schweinespieß (heute: Saufeder)
- Stangenfechten